# Бреттен
Бреттен (нем. Bretten) — город в Германии, районный центр, расположен в земле Баден-Вюртемберг.
Подчинён административному округу Карлсруэ. Входит в состав района Карлсруэ. Население составляет 28 466 человек (на 31 декабря 2010 года). Занимает площадь 71,12 км². Официальный код — 08 2 15 007.
Город подразделяется на 9 городских районов.
В Бреттене родились:
- Dr. Otto Beuttenmüller (1901—1999), местный историк и почетный гражданин;
- Franz Anton Egetmayer (1760—1818), портной из Пензы; во время войны 1812—1814 гг. предоставил кров и содержание нескольким десяткам своих соотечественников, попавших в русский плен при разгроме армии Наполеона. За подвиги человеколюбия награждён золотой медалью Великого герцога Баденского и правом на её ношение от русского императора Александра I;
- Stephan Gugenmus (1740—1778), экономист и писатель;
- Michael Heberer (1560—1623), писатель-путешественник;
- Max Heinsheimer (1832—1892), судья Верховного суда;
- Ludwig Paravicini (1811—1878), член парламента;
- Otto Roth (1907—1992), художник;
- Ludwig Karl Friedrich Turban (1821—1898), государственный министр Бадена;
- Arthur Valdenaire (1893—1946), историк и писатель;
- Georg Wörner (1840—1903), землевладелец, советник и археолог.

## Фотографии

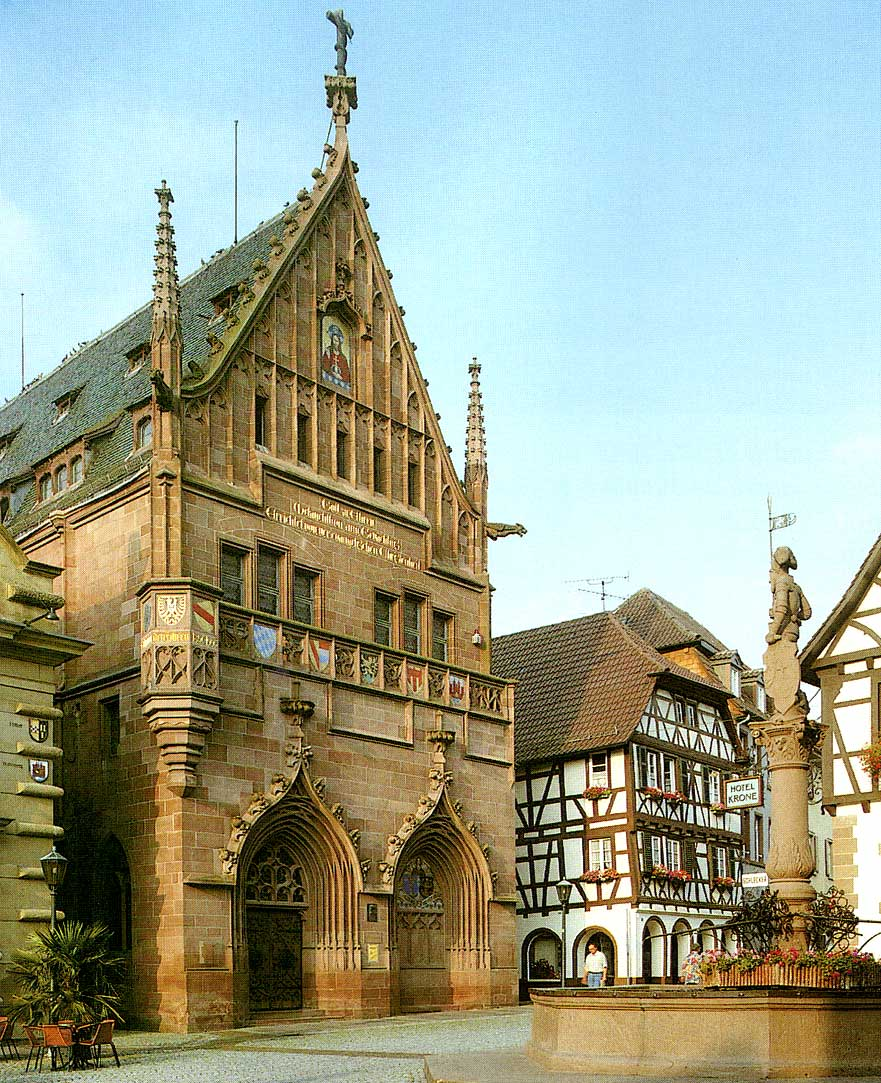
Рыночная площадь
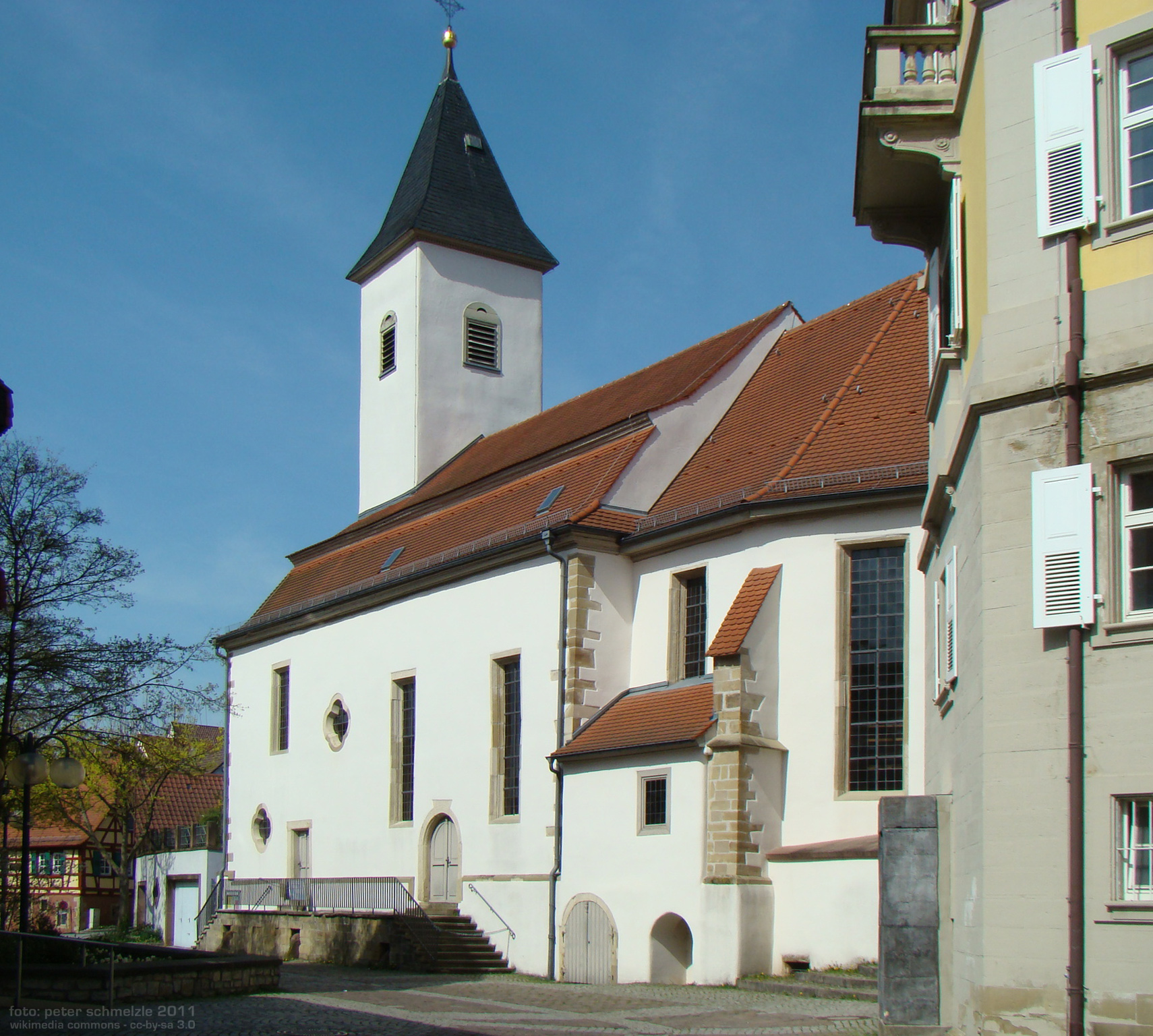
Церковь Креста
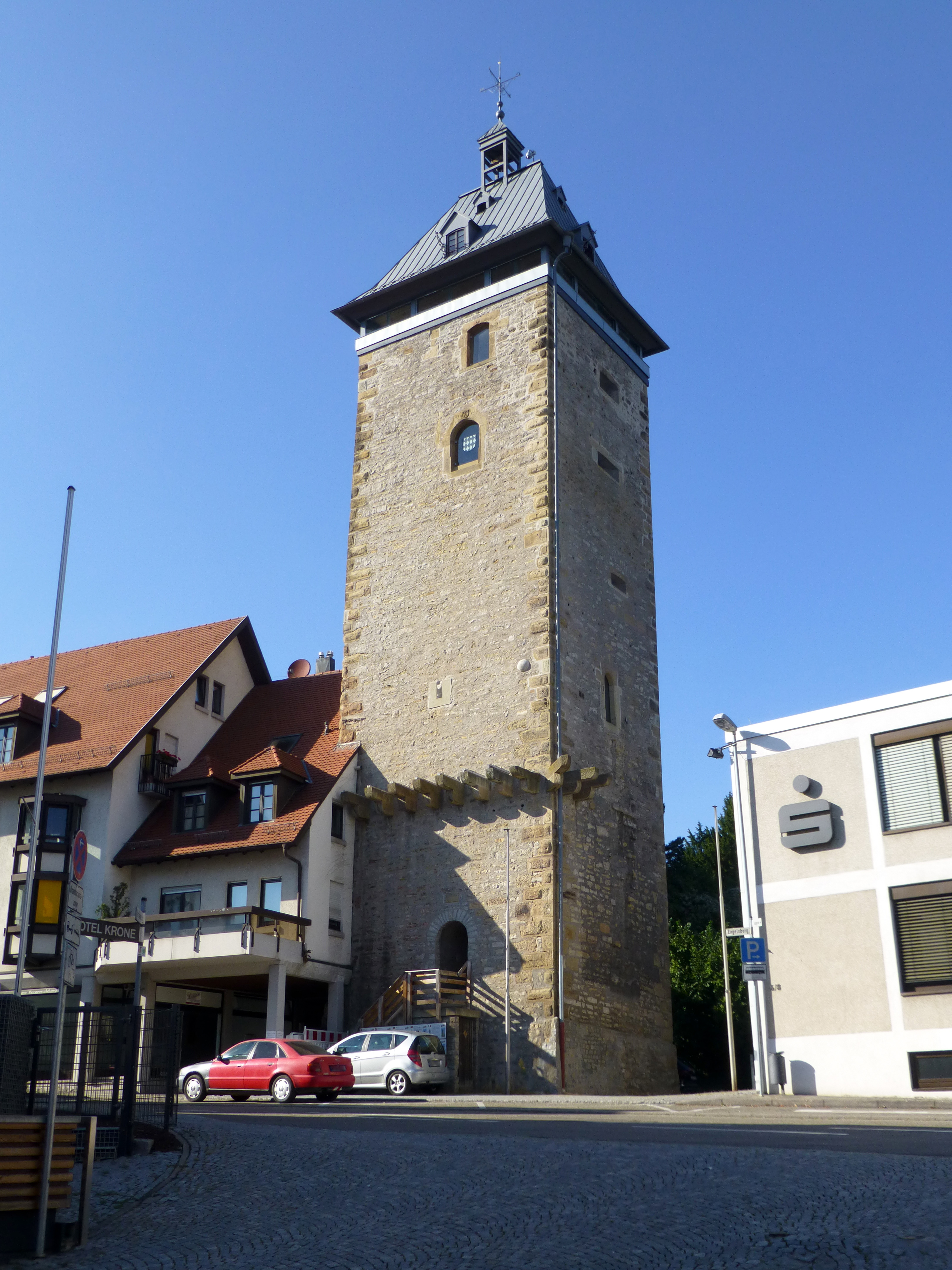
Башня Пайфера
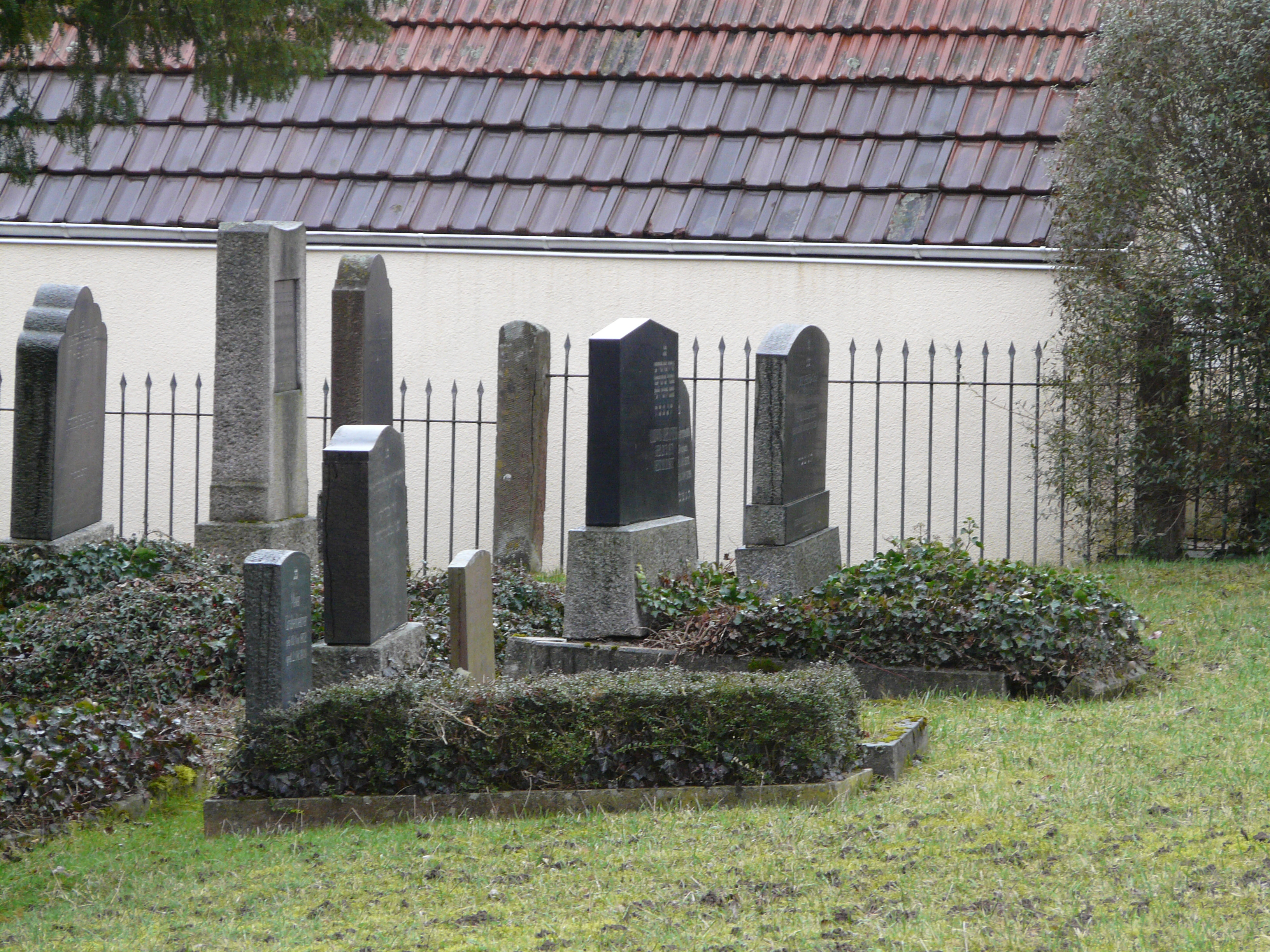
Еврейское кладбище в Бреттене
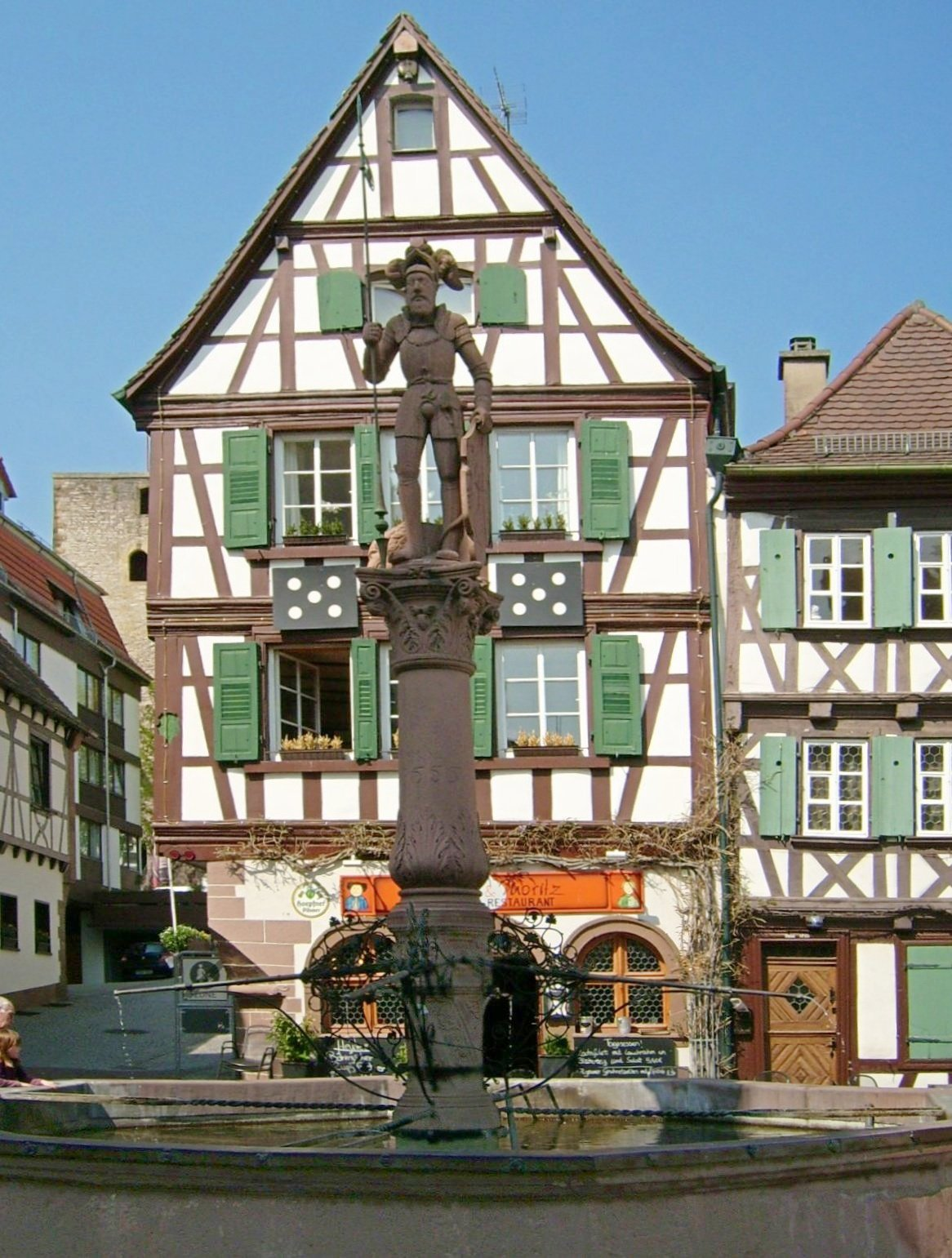
Фонтан